# Quellón

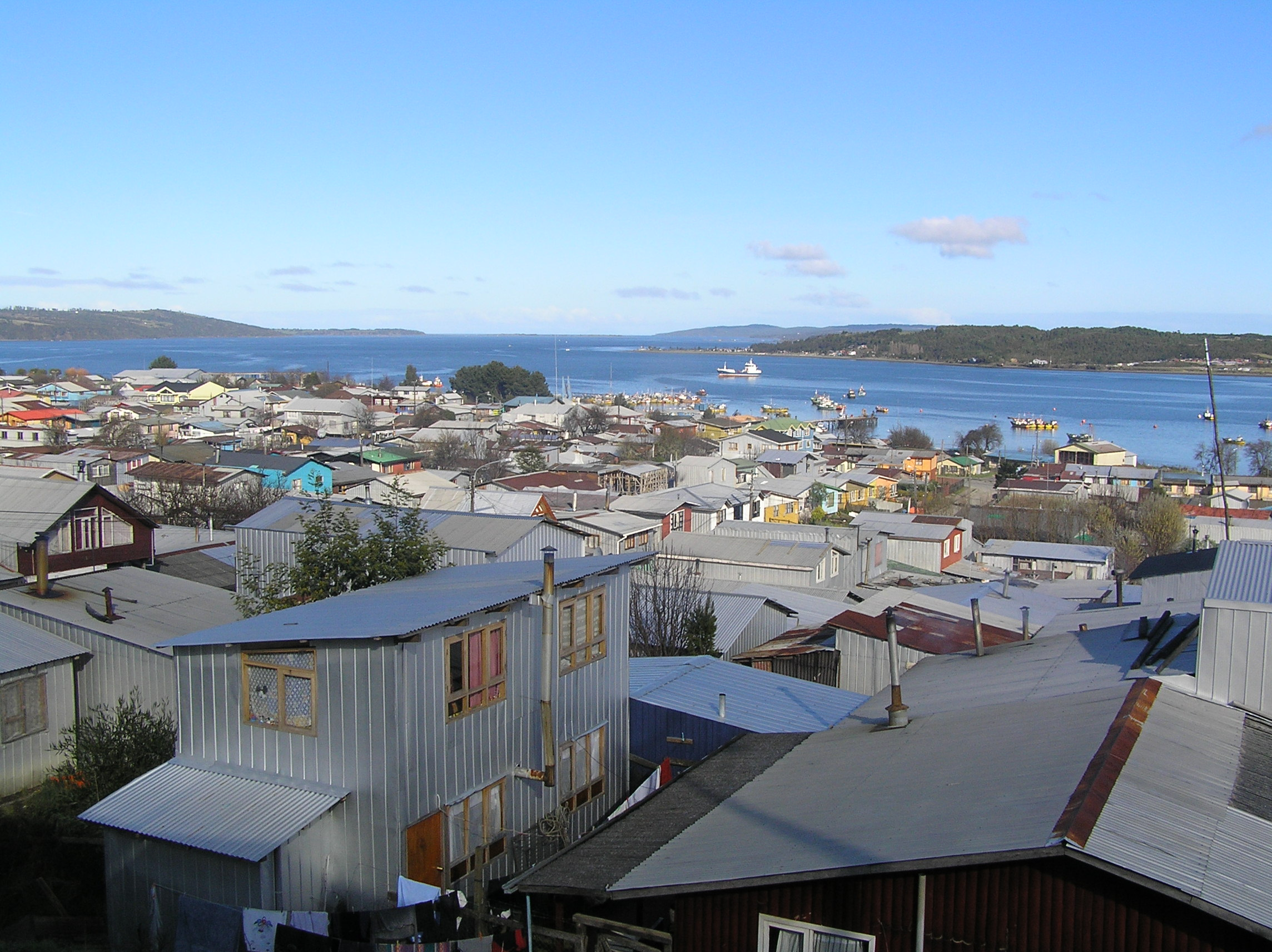
Quellón

Quellón é uma comuna chilena, localizada na Província de Chiloé, na Região de Los Lagos. É a maior comuna da província de Chiloé ocupando a porção meridional da Ilha Grande de Chiloé e outras ilhas próximas.
Sua capital é a cidade de Quellón, localizada nas coordenadas 43° 07′ 00″ S, 73° 37′ 00″ O.

## Geografia
O território da comuna localiza-se no extremo sul da Ilha Grande de Chiloé, compreende aproximadamente um terço da superfície insular, contudo a população é escassa porque a maior parte do terreno está coberto por bosques muito densos e propriedades de grande extensão, como o Parque Tantauco. Além de Quellón, onde reside a maior parte dos habitantes da comuna, existem as localidades de Compu, Huildad, Coínco e Yaldad. Também pertencem à comuna as ilhas do grupo Cailín, Cailín, Coldita e Laitec; ilha San Pedro, Guafo e as ilhas desabitadas do grupo Esmeralda e o grupo Quilán.
A comuna limita-se: a norte com as comunas de Chonchi e Queilén; a oeste com o Oceano Pacífico; a leste com o Chaitén, através do Golfo Corcovado; e a sul com a Região de Aisén.

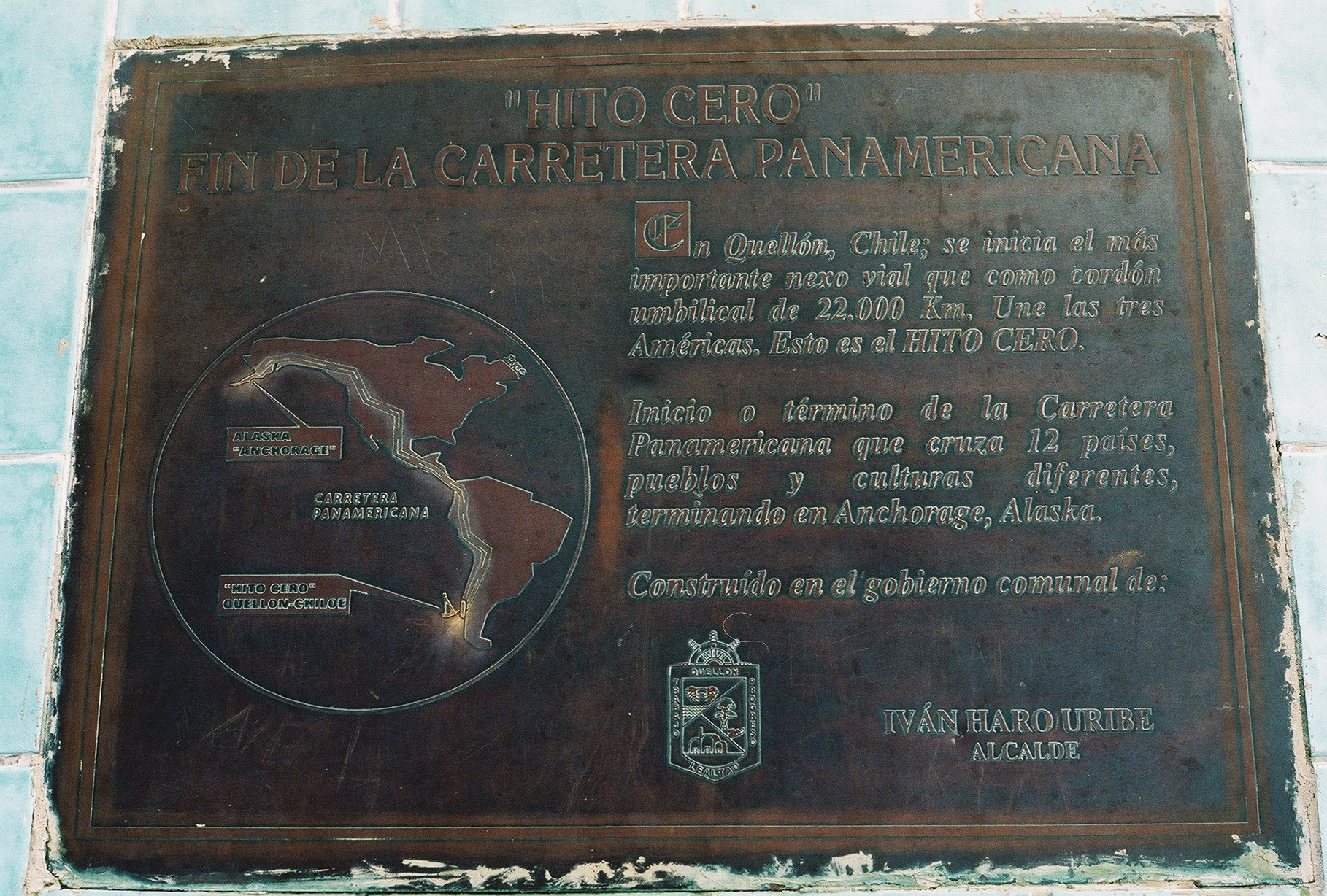
Placa que marca o final da Rodovia Pan-americana

A principal via de acesso à cidade de Quellón é a Ruta CH-5, parte da Rodovia Pan-americana, que termina alguns quilômetros após no balneário Punta de Lapas.